# Olesa de Bonesvalls (ort)
Olesa de Bonesvalls är en ort i Spanien.   Den ligger i provinsen Província de Barcelona och regionen Katalonien, i den östra delen av landet, 500 km öster om huvudstaden Madrid. Olesa de Bonesvalls ligger 276 meter över havet och antalet invånare är 1 396.
Terrängen runt Olesa de Bonesvalls är huvudsakligen kuperad, men västerut är den platt. Terrängen runt Olesa de Bonesvalls sluttar västerut. Runt Olesa de Bonesvalls är det ganska glesbefolkat, med 35 invånare per kvadratkilometer. Närmaste större samhälle är Cornellà de Llobregat, 19,5 km öster om Olesa de Bonesvalls. 